# Centrum Wyszkolenia Artylerii (II RP)

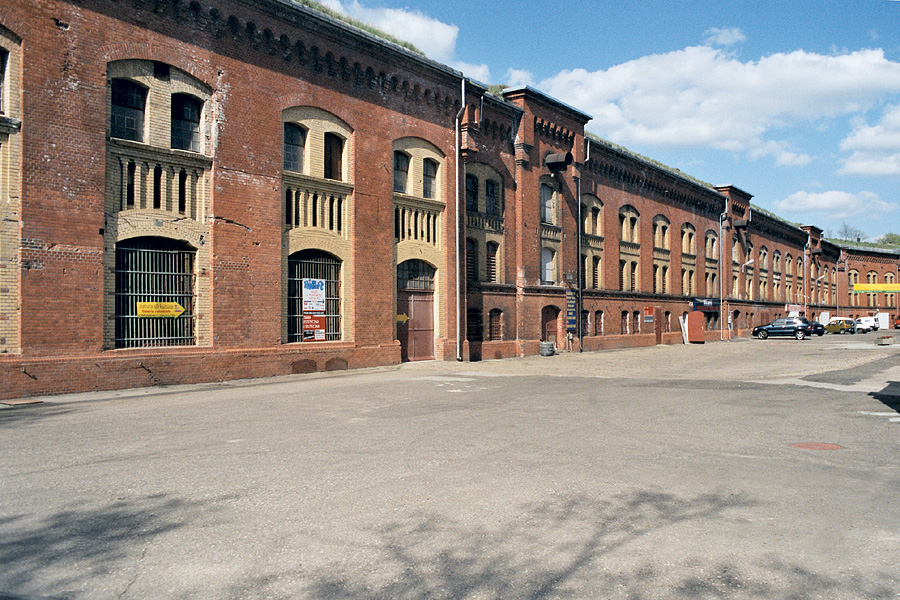
W tych koszarach stacjonowało Centrum

Centrum Wyszkolenia Artylerii (CWArt) - ośrodek szkolenia kadr oficerskich artylerii Wojska Polskiego II RP w latach 1927-1939.

## Formowanie i zmiany organizacyjne
Na podstawie zarządzenia Ministra Spraw Wojskowych L. 6312/Org. z 2 marca 1927 Obóz Szkolny Artylerii w Toruniu został przekształcony w Centrum Wyszkolenia Artylerii.
Centrum pod względem organizacyjnym i szkoleniowym podlegało początkowo szefowi Samodzielnego Wydziału Artylerii Ministerstwa Spraw Wojskowych, a od 31 marca 1927 – szefowi Departamentu Artylerii MSWojsk. Miał on istotny wpływ na kształtowanie jego struktury organizacyjnej, obsadę personalną kierowniczej kadry i przydział funduszy z budżetu MSWojsk. Ponadto szef Departamentu ustalał na poszczególne lata etaty stanów zmiennych szkół i kursów oraz określał zadania szkoleniowe.

## Organizacja Centrum
- komendant Centrum Wyszkolenia Artylerii
- drużyna komendanta
- dyrektor nauk z zespołem wykładowców
- pluton łączności
- Komenda Poligonu - przemianowana w 1932 na Komendę Obozu Ćwiczebnego
- Szkoła Strzelań Artylerii (SSA),
- Oficerska Szkoła Artylerii (OSA) - 9 sierpnia 1928 przemianowana na Szkołę Podchorążych Artylerii,
- Szkoła Młodszych Oficerów Artylerii (SMOA) - rozformowana w 1928,
- Szkoła Podoficerów Zawodowych Artylerii (SPZA),
- Kurs Instruktorów Jazdy Konnej i Zaprzęgami (utworzony w 1926).

Obsługę strzelań gwarantował utworzony na przełomie lat 1927/1928 przy pułk manewrowy artylerii w skład, którego zostały włączone: bateria obsługi i szwadron szkolny SPZA, baterie ćwiczebne SPA i SSA, a także 1 dywizjon pomiarów artylerii.
W 1929 przeprowadzono reorganizację Centrum. Zredukowano etat komendy oraz zlikwidowano istniejące na jej szczeblu stanowisko dyrektora nauk i stanowiska wykładowców.
Od tej chwili głównym zadaniem Komendy CWArt było sprawowanie ogólnego kierownictwa nad działalnością organizacyjną - szkoleniową poszczególnych szkół.
W 1932 przeprowadzono reorganizację artylerii WP. Ustanowiona wówczas organizacja CWArt nie różniła się w sposób istotny od dotychczasowej. Pewne zmiany wprowadzono w organizacji wewnętrznej poszczególnych szkół.
Wiosną 1939 ze składu CWArt zostały wyłączone jednostki liniowe: 31 pułk artylerii lekkiej i 1 dywizjon pomiarów artylerii. Zostały one zreorganizowane i przekształcone w jednostki bojowe.

## Kadra centrum
Komendanci obozu i centrum
- gen. bryg. Mikołaj Teodor Majewski (9 XII 1921 – 1 III 1923)
- gen. bryg. Wincenty Kaczyński (1 III 1923 - 1 XI 1924)
- gen. bryg. Erwin Mehlem (20 XI 1924 - 9 VIII 1926)
- gen. dyw. Rudolf Prich (9 VIII 1926 – 30 IX 1935)
- gen. bryg. Stanisław Miller (1 X 1935 – VI 1937)
- gen. bryg. Otton Krzisch (VI 1937 – 24 VIII 1939)

Komendanci Szkoły Młodszych Oficerów Artylerii
- mjr art. Michał Zdzichowski (I 1922)
- ppłk art. Karol Podonowski (I – II 1922)
- mjr / ppłk art. Mieczysław Maciejowski (23 II – X 1922)
- mjr art. Henryk Hintz (wz. 1922 – 1923)
- płk art. Józef Korycki (1923 – XII 1925 → dowódca 16 pap[2])
- ppłk art. Edward Czopór (XII 1925[3] – III 1928 → dowódca 1 pag[4])

Pokojowa obsada personalna szkoły w marcu 1939:
Komenda Centrum
- komendant – gen. bryg. Krzisch Otton
- I oficer sztabu – ppłk dypl. Mączyński Stefan Mieczysław
- II oficer sztabu – kpt. adm. (art.) Grocholski Karol Józef
- naczelny lekarz medycyny – mjr dr Ottenbreit Henryk
- naczelny lekarz weterynarii – ppłk Mrzygłodzki Jan
- lekarz weterynarii – por. Szabuniewicz Michał

Szkoła Podchorążych Artylerii
- komendant – płk Sawczyński Adam Tymoteusz
- z-ca komendanta – ppłk Jaremski Jan Leon

Pełna obsada oficerska w artykule „Szkoła Podchorążych Artylerii”
Szkoła Strzelań Artylerii
- komendant szkoły – płk Drejman Jan
- dyrektor nauk – ppłk Krautwald d’Annau Józef Fryderyk Henryk Ernest

Pełna obsada oficerska w artykule „Szkoła Strzelań Artylerii”
Szkoła Podoficerów Zawodowych Artylerii
- komendant – ppłk Świderski Kazimierz

Pełna obsada oficerska w artykule „Szkoła Podoficerów Zawodowych Artylerii”
Kurs Instruktorów Jazdy Konnej i Zaprzęgami
- komendant – p.o. mjr adm. (art.) Sałęga Jan
- instruktor – kpt. mgr Przychodzeń Stanisław
- instruktor – kpt. Trzepalkowski Aleksander

Kadra centrum
- Paweł Piotr Filipowicz
- Józef Krautwald d’Annau
- Wojciech Biliński
- Czesław Leon Kunert
- Stanisław Hieronim Milli
- Józef Paszkiewicz
- Albin Walenty Rak
- Adam Józef Riedl
- Andrzej Rzewuski
- Marian Serafiniuk
- Andrzej Juliusz Uthke
- Antoni Wojtanowicz